# Кайф
Кайф (від араб. كايف  « задоволення, насолода», часто через тур. keyif ) — запозичене з арабської мови слово, що використовують у багатьох європейських мовах та івриті для позначення приємних емоцій і відчуттів в цілому. У буквальному значенні — ейфорія.
Слово походить від арабського слова араб. كايف ‎ «час приємного байдикування». Згідно з Кораном, праведники, потрапляючи в рай, постійно перебувають у цьому стані.  

## Іншими мовами
Західні автори часто протиставляли «кейф» турків трудовій діяльності або активному відпочинку «прогресивних» європейців.  

З турецької мови слово «кайф» прийшло й у ряд інших народів колишньої Османської імперії. У болгарській мові воно існує у формі «кеф» (у близькоспорідненому македонському, «Ефе»), і нерідко зустрічається вже в народних казках, записаних у XIX столітті. Наприклад:
Взявся за роботу кріт та й орав одне місце, йому тільки в кайф було його орати.
Оригінальний текст (макед):Се запрегнал кртот и изорал едно место, саде за ќеф беше го изорал.
В албанську мову це ж слово запозичене у формі алб. qejf .